# Course du Train bleu
 (février 2023).
Si vous disposez d'ouvrages ou d'articles de référence ou si vous connaissez des sites web de qualité traitant du thème abordé ici, merci de compléter l'article en donnant les références utiles à sa vérifiabilité et en les liant à la section « Notes et références ».
La Course du Train bleu est une série de courses automobiles disputées en France dans les années 1920 et 1930. Ces courses voient s'affronter des automobiles face au Train Bleu, train reliant Calais à la Côte d'Azur.
La raison d'être de ces courses était de comparer la performance de l'automobile naissante à celles des locomotives, de mettre en valeur les progrès réalisés récemment par les voitures en matière de fiabilité, de vitesse et de confort, et de promouvoir les automobiles comme un moyen viable et ambitieux de transport pour les voyageurs individuels.